# Alesa thelydrias
Alesa thelydrias is een vlindersoort uit de familie van de prachtvlinders (Riodinidae), onderfamilie Riodininae.
Alesa thelydrias werd in 1867 beschreven door H. Bates.